# 225276 Leïtos
225276 Leïtos è un asteroide troiano di Giove del campo greco. Scoperto nel 1973, presenta un'orbita caratterizzata da un semiasse maggiore pari a 5,2062202 UA e da un'eccentricità di 0,1552998, inclinata di 6,10276° rispetto all'eclittica.
L'asteroide è dedicato a Leito, comandante dei Beoti nella compagine greca nella guerra di Troia.